# 利景行

## 簡歷
為樂善堂梁銶琚書院法團校董會成員，當然校董.
香港大學文學士、香港中文大學教育文憑及教育碩士；畢業後曾任教高級程度會考純粹數學科，他的學生在高考純粹數學科全取C級以上，更成為一時佳話。其後於妙法寺劉金龍中學執教，是當時新界西的名師。他的學生人才輩出，有部分現活躍在補習及教育界。遵理學校荃灣分校校長譚建橋是他的得意學生。
2001年9月上任樂善堂梁銶琚書院校長，其子在2008年會考取得10A成績。

## 求學生涯
就讀中華基督教會何福堂書院。
家中有多兄弟，為家中長子，少時家中十分貧困。在中一時，數學成績曾經一度不合格。後來在中二時發奮學習，由中四開始數學成績一直為全級第一。自此對數學產生興趣，預科畢業後到香港大學攻讀數學。

## 成就
成功向優質教育基金申請資助二十六萬九千港元，為樂善堂梁銶琚書院中三生開設學界首個電影藝術科，從中發掘有藝術潛質的學生，推動電影藝術發展。在樂善堂梁銶琚書院實行外校生政策，吸納外校生，由2000年至今，學生在高考的成績每每得到突破。外校生和原校精英學生在學校互相帶動下，學習氣氛不俗。